# Polillo (Quezon)
Polillo es un municipio filipino de tercera clase, perteneciente a la provincia de Quezon, en la región de Calabarzon.

## Geografía
El municipio abarca parte de la isla de su nombre.

## Historia
Hacia mediados del siglo XIX, el lugar, por entonces perteneciente a la provincia de La Laguna, tenía contabilizada una población de 1214 habitantes, repartidos en 201 casas. Aparece descrito en el segundo volumen del Diccionario geográfico, estadístico, histórico de las Islas Filipinas (1851) de Manuel Buzeta Núñez y Felipe Bravo con las siguientes palabras:

POLILLO: pueblo con cura y gobernadorcillo en la isla de su nombre, adscrita á la prov. de la Laguna, arz. de Manila; sit. en los 125° 36' 30" long., 14° 50' 30" lat. en la playa de la ensenada á que dá nombre, en la costa S. O. de dicha isla, terr. llano y clima templado. Tiene una iglesia parroquial de mediana fábrica servida por un cura regular. Hay una escuela de instruccion primaria, una cárcel que está en la casa de comunidad, y la casa parroquial que está junto á la iglesia. Tiene 201 casas que forman varias calles, y fuera de la poblacion está el cementerio bastante bien situado; comprende el térm. toda la isla, en la que se halla situado este pueblo, en el medio de la cual se eleva el monte Maloló, y al S. de este otros varios, todos de bastante altura y abundantes en maderas, siendo por consiguiente montuoso el terr. y hallándose regado por los rios Upata, Monleo y otros varios. Prod. arroz, maiz, caña dulce, ajonjolí, pimienta, legumbres, algodon, y frutas. Ind. los naturales se ocupan en el cultivo de las tierras, en la pesca, corte de maderas, y las mugeres en la fabricacion de telas de algodon, y abacá. Pobl. 1,214 alm. y 160 tributos.
(Buzeta y Bravo, 1851, pp. 405-406)

En la actualidad, pertenece a la provincia de Quezon. En 2020, tenía censados 31 908 habitantes.